# Gerhard Purann
Gerhard Purann (Berlín, 1918 - 1944) fou un ciclista alemany, especialista en el ciclisme en pista. El 1932 va guanyar la medalla de bronze al Campionat del Món de Velocitat amateur de 1939, per darrere del neerlandès Jan Derksen i l'italià Italo Astolfi.
Va morir durant el transcurs de la Segona Guerra Mundial.

## Palmarès
- 1939
  -  Campió d'Alemanya en Velocitat amateur